# Campo de Argañán
Campo de Argañán este o arie protejată (arie specială de conservare — SAC, sit de importanță comunitară — SCI) din Spania întinsă pe o suprafață de 9.304,27 ha, integral pe uscat.

## Localizare
Centrul sitului Campo de Argañán este situat la coordonatele 40°36′33″N 6°45′32″W / 40.6092°N 6.759°V.

## Înființare
Situl Campo de Argañán a fost declarat sit de importanță comunitară în august 2000 pentru a proteja 11 specii de animale. Situl a fost protejat și ca arie specială de conservare în septembrie 2015.

## Biodiversitate
Situată în ecoregiunea mediteraneană, aria protejată conține 15 habitate naturale: Pajiști umede mediteraneene cu ierburi înalte de Molinio-Holoschoenion, Pseudostepă cu ierburi și specii anuale de Thero-Brachypodietea, Galerii de Salix alba și de Populus alba, Cursuri de apă de la nivel de câmpie la nivel montan, cu vegetație Ranunculion fluitantis și Callitricho-Batrachion, Păduri termofile cu Fraxinus angustifolia, Dehesas cu Quercus spp. perene, Păduri de Quercus ilex și Quercus rotundifolia, Iazuri temporare mediteraneene, Lacuri eutrofice naturale cu vegetație de tip Magnopotamion sau Hydrocharition, Pajiști uscate europene, Păduri de stejar galițio-portugheze cu Quercus robur și Quercus pyrenaica, Păduri de pin mediteraneene cu pini mezogeni endemici, Tufărișuri termo-mediteraneene și de pre-deșert, Pante stâncoase silicioase cu vegetație casmofită, Roci stâncoase cu vegetație pionieră de Sedo-Scleranthion sau Sedo albi-Veronicion dillenii.
La baza desemnării sitului se află mai multe specii protejate:
- mamifere (4): lupul (Canis lupus), Galemys pyrenaicus, vidră de râu (Lutra lutra), Microtus cabrerae
- nevertebrate (3): croitorul mare al stejarului (Cerambyx cerdo), fluturele auriu (Euphydryas aurinia), Euplagia quadripunctaria
- pești (2): Pseudochondrostoma duriense, Rutilus alburnoides
- reptile (2): țestoasa de baltă (Emys orbicularis), Mauremys leprosa

Pe lângă speciile protejate, pe teritoriul sitului au mai fost identificate 4 specii de plante, 8 specii de amfibieni, 9 specii de mamifere, 2 specii de pești.